# 795
795（七百九十五、ななひゃくきゅうじゅうご）は自然数、また整数において、794の次で796の前の数である。

## 性質
- 795は合成数であり、約数は 1, 3, 5, 15, 53, 159, 265, 795 である。
  - 約数の和は1296。
    - 約数の和が平方数になる37番目の数である。1つ前は782、次は820。
- 105番目の楔数である。1つ前は790、次は806。
- 各位の和が21になる15番目の数である。1つ前は786、次は849。
- 795 = 12 + 132 + 252 = 72 + 112 + 252
  - 3つの平方数の和2通りで表せる164番目の数である。1つ前は788、次は812。(オンライン整数列大辞典の数列 A025322)
  - 異なる3つの平方数の和2通りで表せる151番目の数である。1つ前は788、次は802。(オンライン整数列大辞典の数列 A025340)
- 795 = 13 + 13 + 43 + 93
  - 4つの正の数の立方数の和で表せる222番目の数である。1つ前は793、次は800。(オンライン整数列大辞典の数列 A003327)

## その他 795 に関連すること
- ISO 3166-1（JIS X 0304）国名コードの795は、トルクメニスタン。
- NACK5（ナックファイブ、数字で795と表せる）は、埼玉県のFM放送局。
- S795は、アラビカコーヒーノキの主力種。
- コマンダン・デュキン (Commandant Ducuing, F795) は、フランス海軍のデスティエンヌ・ドルヴ級通報艦。